# Lerista colliveri
Lerista colliveri là một loài thằn lằn trong họ Scincidae. Loài này được Couper & Ingram miêu tả khoa học đầu tiên năm 1992.